# Rivière Rapide
La rivière Rapide (en anglais : Rapid River) est un cours d'eau qui coule dans la province de la Saskatchewan au Canada.
La rivière traverse le barrage du Lac La Ronge, qui régule le débit d'eau de la rivière rapide. Le cours d'eau traverse le lac Iskwatikan. La rivière tombe d'une dizaine de mètres de la plus haute chute de la province de la Saskatchewan, et se jette dans le lac Nistowiak sur la rivière Churchill. 